# Kuni no miyatsuko
Kuni no miyatsuko (国造 (Quốc tạo)), thường gọi tắt là "kokuzō" hoặc "kunitsuko", là các lãnh chúa địa phương thần phục vương quyền Yamato trong lịch sử Nhật Bản.

## Thời kỳ Yamato
Kuni no miyatsuko cai quản các lãnh địa vốn là những tiểu quốc (kuni (国)) thần phục vương quyền Yamato, mặc dù vị trí, danh xưng và cương giới của các lãnh địa này không được xác định rõ ràng. Kuni no miyatsuko về lý thuyết là chức vị được bổ nhiệm và vẫn thuộc thẩm quyền của vương quyền Yamato, nhưng theo thời gian, chức vị này dần biến thành cha truyền con nối. Các Kuni no miyatsuko thường được mang họ (姓, kabane) danh dự do vương quyền Yamato ban tặng, thường là "kimi" (君) hoặc "atae" (直). Những Kuni no miyatsuko uy tín được gọi là "omi" (臣).

## Cải cách Taika
Vị trí kuni no miyatsuko đã bị bãi bỏ trong cải cách Taika năm 645 và các lãnh địa kuni trước đây được chính thức tổ chức lại theo hệ thống ritsuryō. Các kuni được cai trị bởi chức quan mới gọi là kuni no mikotomochi, hoặc thông dụng hơn là kokushi (国司 (Quốc ty)) Tuy vậy, thành viên các gia tộc kuni no miyatsuko cũ vẫn tiếp tục được bổ nhiệm sau Cải cách Taika, nhưng thường là vào các chức vụ gunji (郡司 (Quận ty)). Các Gunji được bổ nhiệm từ các gia tộc kuni no miyatsuko có thế lực tại địa phương, giữ chức vụ trọn đời và dần biến chức vụ này trở nên chức vụ cha truyền con nối.
Địa vị của kuni no miyatsuko được đổi sang chủ trì các vấn đề tâm linh và tôn giáo, đặc biệt là nghi thức Shintō của mỗi hành tỉnh. Các chức vụ tôn giáo này được biết đến như shin-kokuzō (新国造), hay kuni no miyatsuko "mới".
Các kuni no miyatsuko nhận chức gunji thường có xu hướng đứng về phía nông dân chống lại giới quý tộc kokushi cầm quyền. Chức vụ gunji về sau bị bãi bỏ với việc thành lập hệ thống shouen vào thời kỳ đầu Heian. Một vài gia tộc kuni no miyatsuko vẫn giữ được ảnh hưởng sau cuộc cải cách Taika, chẳng hạn như Izumo no Kuni no miyatsuko (出雲国造) của tỉnh Izumo ở phía đông tỉnh Shimane ngày nay.